# Rajnold Kurowski
Rajnold Kurowski (ur. 1 stycznia 1889 w Wilnie, zm. 30 stycznia 1953  w Warszawie) – polski specjalista w dziedzinie wytrzymałości materiałów, profesor Politechniki Łódzkiej.

## Życiorys

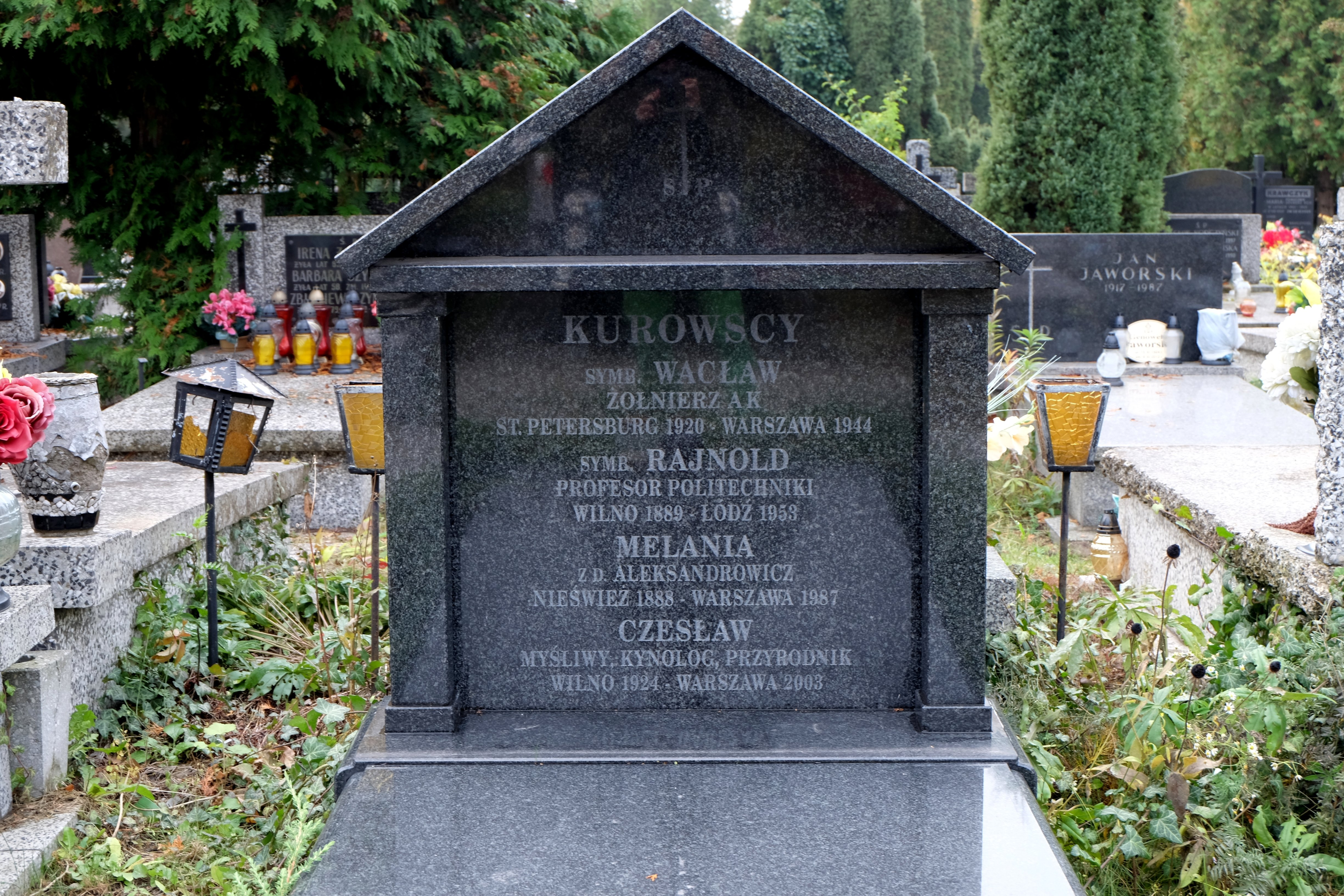
Grób Rajnolda i Czesława Kurowskich na cmentarzu komunalnym Północnym w Warszawie

Po ukończeniu studiów w Instytucie Elektrotechnicznym w Petersburgu w roku 1911 został asystentem w Katedrze Wytrzymałości Materiałów i Statyki Budowli tegoż Instytutu. W roku 1913 uzyskał stopień naukowy doktora, a w roku 1914 odbył studia uzupełniające na Wydziale Matematycznym Uniwersytetu w Getyndze. Po powrocie do Petersburga prowadził jako współpracownik prof. S. Tinioszenki badania stateczności prętów złożonych i wytrzymałości materiałów w Instytucie Elektrotechnicznym w Leningradzie. Na tym stanowisku pozostawał do 1928 roku, następnie powrócił do Polski i rozpoczął pracę na Wydziale Mechanicznym Politechniki Warszawskiej w Katedrze Mechaniki, kierowanej przez prof. Maksymiliana T. Hubera. Jednocześnie pełnił funkcję zastępcy szefa kontroli Państwowej Wytwórni Aparatów Telefonicznych i Telegraficznych, a w latach 1929–1933 naczelnika wydziału w Dyrekcji Poczt i Telegrafów. Od roku 1937 był również wykładowcę wytrzymałości materiałów na Wydziale Elektrotechniki Państwowej Wyższej Szkoły Budowy Maszyn i Elektrotechniki im. H. Wawelberga i S. Rotwanda w Warszawie. W czasie II wojny światowej dalej pracował w tej szkole działającej pod nazwą Państwowa Szkoła Elektryczna, a w latach 1942–1944 wykładał również w Państwowej Wyższej Szkole Technicznej. W roku 1945 został powołany przez Radę Wydziału Mechanicznego Politechniki Łódzkiej na profesora zwyczajnego i kierownika Katedry Mechaniki.
Jego znaczącym osiągnięciem było zorganizowanie już w roku 1947 laboratorium wytrzymałości materiałów. Podręczniki i skrypty jego współautorstwa doczekały się wyjątkowo dużej liczby kolejnych wydań. Pozostawił liczne grono uczniów, z których ponad 10 zostało profesorami wyższych uczelni.